# Johannes Paulus Lotsy
Johannes Paulus Lotsy (Dordrecht, 11 de abril de 1867 — Voorburg, 17 de novembro de 1931) foi um botânico neerlandês. 
Entre outras obras, publicou Van den Atlantischen Oceaan naar de Stille Zuidzee em 1922. 